# August Schleiermacher
August Ludwig Eduard Friedrich Schleiermacher (* 24. Dezember 1857 in Darmstadt; † 30. Januar 1953 in Tübingen) war ein deutscher Physiker.

## Leben
August Schleiermacher war der Sohn des Heinrich August Schleiermacher und der Johanette Philippine Catharina Auguste Schleiermacher, geborene Schenck. Der Vater leitete das Großherzoglich Hessische Finanzministerium, war Direktor des Darmstädter Museums, Präsident des Gewerbevereins und Kommissar für die Polytechnische Schule zu Darmstadt.
August Schleiermacher legte sein Abitur in Darmstadt ab und studierte danach Mathematik und Physik in München und Würzburg. Sein Studium schloss er 1879 mit der Promotion zum Dr. phil. bei Friedrich Kohlrausch ab, im gleichen Jahr legte er das Staatsexamen für das Höhere Lehramt ab.
Schleiermacher war ab 1879 Assistent am Physikalischen Seminar der Universität Straßburg. 1881 wechselte er als Assistent an die TH Karlsruhe, wo er sich 1885 habilitierte. 1887 wurde er zum außerordentlichen Professor ernannt, 1896 zum ordentlichen Professor der theoretischen Physik. 1924 wurde er emeritiert, lehrte aber bis 1928 weiter.
1910 wurde er zum Geheimen Hofrat ernannt. Anlässlich seines 85. Geburtstages erhielt er 1942 die Goethe-Medaille für Kunst und Wissenschaft, 1950 wurde er akademischer Ehrenbürger der Universität Karlsruhe. August Schleiermacher starb 1953 einen Monat nach Vollendung seines 95. Lebensjahres in Tübingen.
Schleiermacher heiratete am 19. September 1891 Elise Wilhelmine Friederike Turban (1860–1933), die Tochter des Karlsruher Staatsministers Ludwig Turban. Der Klassische Philologe und Provinzialrömische Archäologe Wilhelm Schleiermacher (1904–1977) und der Ingenieur Ernst Friedrich Schleiermacher waren seine Söhne.

## Schriften (Ausbau)
- Ueber die auf einem benetzten Körper verdichtete Flüssigkeitsmenge. In: Annalen der Physik 244, 1879, S. 52–83 (= Dissertation, Digitalisat).
- Ueber die Abhängigkeit der Wärmestrahlung von der Temperatur und das Stefan’sche Gesetz. In: Annalen der Physik 262, 1885, S. 287–308 (= Habilitationsschrift, Digitalisat).